# 父さん、ぼく面倒みきれません。
『父さん、ぼく面倒みきれません。』（とうさん、ぼくめんどうみきれません。）は、柚木真理の短編小説集。全51話収録。
2005年1月に新風舎から発刊された。『にいちゃん、ぼく反省しきれません。』（ポプラ社）の続編であり、前作と同じく昭和30年代の東京、町中が生きた図書館のような下町を舞台にしたユーモア短編小説集。 前作よりも少し成長しパワーアップしたにいちゃんとぼくが、パラダイスな下町で様々な悪戯を繰り広げる。

## 登場人物
新太
少し病弱な主人公のぼく。物語は新太目線で進んでいく。
鉄平
近所のガキ大将で、なんでも遊びにする天才。新太の兄。
父さん
新太と鉄平の父。高校教師を勤めるかたわら同人で小説も書いている。
新太と鉄平の良き理解者で、遊びの発案者でもある。
母さん
新太の母。子どもと旦那の遊びを呆れながらも温かく見つめ、たまに自身でも参加する母。
茶道の教室にも通う一面もある。